# Horst Queck
Horst Queck (ur. 5 października 1943 w Steinach w Turyngii) – niemiecki skoczek narciarski, reprezentant Niemieckiej Republiki Demokratycznej i klubu SC Motor Zella Mehlis.
Jego największym sukcesem było zwycięstwo w 18. Turnieju Czterech Skoczni. W klasyfikacji generalnej wyprzedził wtedy Bjørna Wirkolę i Garija Napałkowa, choć nie wygrał żadnego z konkursów. W Ga-Pa triumfował Napałkow, Wirkola wygrał w Innsbrucku, a pozostałe dwa konkursy wygrał Jiří Raška.
Osiągnięcia
- Mistrzostwo NRD 1969, skocznia duża
- Mistrzostwo NRD 1970, skocznia normalna
- Mistrzostwo NRD 1970, skocznia duża
- Triumf w Pucharze Przyjaźni 1970[1]
- Triumf w Turnieju Czterech Skoczni 1969/70